# Brahim Laâlami
Brahim Laâlami, né le 26 avril 1992 à Bordj Bou Arreridj, est un militant politique algérien.

## Biographie

### Jeunesse
Issu d'une famille pieuse aux revenus modestes, qui le pousse à apprendre le Coran dès son plus jeune âge, il apprend ensuite le berbère à Tamokra, puis il étudie dans une zaouïa de Bab El Oued. Il entre ensuite à l'école primaire Omar Ibn Khattab à El Annasser.
À l'adolescence, il s'oriente vers le métier de couturier. Fan de chaâbi, il occupe ses heures perdues en jouant au mandole algérien et en composant des chansons évoquant le quotidien difficile de la jeunesse.
Il émigre ensuite en Turquie pour travailler dans un des grands ateliers d'Istanbul, avant de rentrer.

### Hirak et emprisonnent
Il participe ensuite au Hirak. Il est ensuite enlevé puis relâché cinq jours plus tard le 5 novembre 2019. Il est ensuite placé en détention 21 novembre. Ses trois frères ont également été poursuivis, et deux d'entre eux emprisonnés. Il est acquitté en avril 2020. De nouveau arrêté alors qu'il distribue des kits alimentaires à des nécessiteux, il est placé en détention provisoire pour « diffamation », il est relaxé et libéré le 31 août 2020.
En février 2021, il est condamné à deux ans de prison ferme mais bénéficie d'une grâce présidentielle. En juin 2021, il quitte le pays à bord d'un bateau se rendant illégalement en Europe. Il est ensuite refoulé par les garde-côtes algériens.
En septembre 2021, il est condamné en appel à 20 mois de prison ferme, par la cour de Bordj Bou-Arréridj, pour « attroupement non autorisé », « incitation à attroupement non armé », « entrave au travail de la commission des élections », « entrave à la tenue du scrutin présidentiel du 12 décembre 2019 » et « possession de drogue à usage personnel », « offense au président de la République », « outrage à corps constitué », « discours de haine », « publication sur les réseaux sociaux portant atteinte à l'ordre public ». Il est ensuite condamné à six ans de prison le 10 octobre pour « discrimination et discours de haine », « outrage à corps constitués » et « utilisation de la force contre un agent de la force publique ». Le premier jugement est cassé par la Cour suprême le 20 octobre 2021. De nouvelles charges, « publication de fausses informations » et « outrage à corps constitué », sont ajoutées en février 2022.
Alors que les autres accusés ont témoigné ne pas connaître Laâlami, celui-ci est condamné en juin 2023 à huit ans de prison pour trafic de drogue. Le Matin d'Algérie qualifie les accusations de « fantaisistes et farfelues ». Il est transféré en 2024 dans une autre prison après qu'un de ses geôliers ait piétiné des provisions qu'un de ses codétenus, qui a obtenu l'autorisation de recevoir de la nourriture de sa famille, les ait partagés avec lui.